# Sonata fortepianowa nr 16 Beethovena
Sonata fortepianowa nr 16 G-dur op. 31 nr 1 Ludwiga van Beethovena jest pierwszą z cyklu trzech sonat op. 31. Powstała w latach 1801–02, później niż dalsza w numeracji Sonata d-moll op. 31/2 (tzw. Burza). 

## Części utworu
1. Allegro vivace
2. Adagio grazioso
3. Rondo. Allegretto – Presto

Wykonanie utworu trwa przeciętnie około 20 minut.